# Neum
Neum er Bosnien-Hercegovinas eneste havneby, beliggende ved landets kun 24 kilometer lange kyststrækning. Neum er en kendt turistby og havde 4.268 indbyggere ved folketællingen 1991. Nu er der 3.236 indbyggere.
Neum er en lavprisferie- og shoppingby. Vejen til resten af Bosnien-Hercegovina er ganske slynget og smal og derfor går de fleste rejser og transporter mellem Neum og Sarajevo via Kroatien i stedet. Den vigtigste havn for Bosnien-Hercegovina er Ploče i Kroatien, som har jernbane. Der er planer om at bygge en fragthavn i Neum med jernbane- og motorvejsforbindelse til resten af Bosnien-Hercegovina, blandt andet på grund af uenighed om priserne i Pločes havn.
Det forhold at den sydlige del af Kroatien er adskilt fra resten af landet har fået Kroatien til at planlægge en bro fra Klek til Pelješac (Pelješac-broen) for at komme uden om det bosniske område. Denne bro vil besværliggøre Bosnien-Hercegovinas adgang til havet, så landene er i dialog om projektet.
Neum er den eneste by i Bosnien-Hercegovina som ikke har en moské. Der er til gengæld en katolsk kirke.